# Aniss El Hriti
Aniss El Hriti (* 28. Juli 1989 in Paris) ist ein französischer Fußballspieler marokkanischer Abstammung.

## Karriere
El Hriti begann mit dem Fußballspielen bei Raja Casablanca und später in den unteren französischen Divisionen und spielte unter anderem Futsal mit Wissam Ben Yedder in der Nähe dessen Heimatortes beim FCM Garges-lès-Gonesse. Am 7. August 2017 unterzeichnete El Hriti im Alter von 28 Jahren beim FC Tours seinen ersten Profivertrag. Bereits vier Tage später debütierte er bei der 0:1-Niederlage gegen Stade Reims in der Ligue 2. 2018 wechselte er zum luxemburgischen Meister F91 Düdelingen. Dort kam er mehrfach in Spielen der Vorrunde und der Gruppenphase der UEFA Europa League 2018/19 zum Einsatz und konnte am Ende der Saison die Meisterschaft und den Pokalsieg feiern. Die folgende Spielzeit verbrachte El Hriti dann leihweise beim französischen Zweitligisten FC Chambly und wurde anschließend fest verpflichtet. Zur Saison 2021/22 gab dann Drittligist Red Star Paris die Verpflichtung des Abwehrspielers bekannt. Dort war er dreieinhalb Jahre aktiv, stieg mit dem Verein in die Ligue 2 auf und absolvierte insgesamt 83 Pflichtspiele. Seit dem 3. Februar 2025 steht El Hriti nun beim FC Versailles in der drittklassigen National 1 unter Vertrag.

## Erfolge
- Luxemburgischer Meister: 2019
- Luxemburgischer Pokalsieger: 2019